# Stedelijke begraafplaats van Kortrijk (St. Jan)
De Stedelijke begraafplaats van Kortrijk (St. Jan) is een gemeentelijke begraafplaats in de Belgische stad Kortrijk. De begraafplaats ligt aan de Menensesteenweg op 1.400 m ten westen van het stadscentrum (Grote Markt). Ze heeft een regelmatig grondplan met een oppervlakte van ruim 7,5 ha en wordt begrensd door een laag bakstenen muurtje en een haag of bomen. Er zijn zeven toegangen. Het terrein wordt door rechte paden in regelmatige vakken verdeeld. Sommige van deze paden worden omzoomd door grote bomen waardoor de begraafplaats de sfeer oproept van een park. In de centrale laan staat een Crucifix waarrond monumentale graven van belangrijke Kortrijkse bewoners staan.
De begraafplaats staat sinds 2009 op de lijst van Onroerend Erfgoed.

## Belgische oorlogsslachtoffers
Op de begraafplaats staat een gedenkteken voor de omgekomen Kortrijkzanen uit beide wereldoorlogen. Het monument bestaat uit een muur van hardstenen platen waarop de namen van de slachtoffers gegraveerd staan. Samen gaat het om 362 doden die voor het monument begraven liggen. Verschillende oud-strijders liggen verspreid tussen de andere graven en dragen het ProPatria herdenkingsplaatje.
- Soldaat Edouard Wallays die aan het begin van de Eerste Wereldoorlog gewond raakte en later in Antwerpen overleed kreeg als enige gesneuvelde militair een privaat graf.[2]

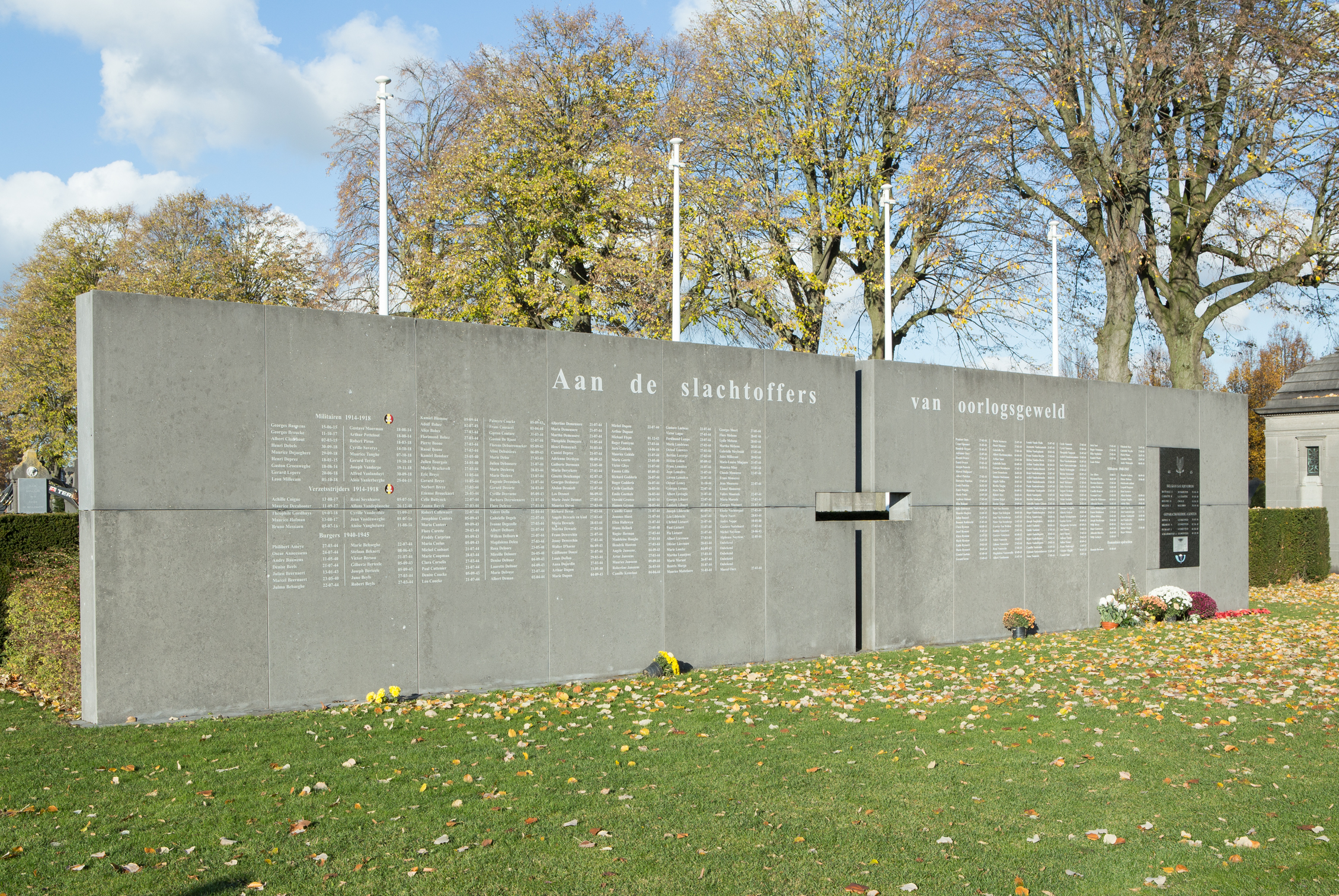
Monument voor de Belgische oorlogsslachtoffers

## Franse oorlogsgraven
Vlak bij het Britse perk liggen 10 Franse geïdentificeerde gesneuvelden uit de Eerste Wereldoorlog. Zij liggen in een rij naast een erekruis.

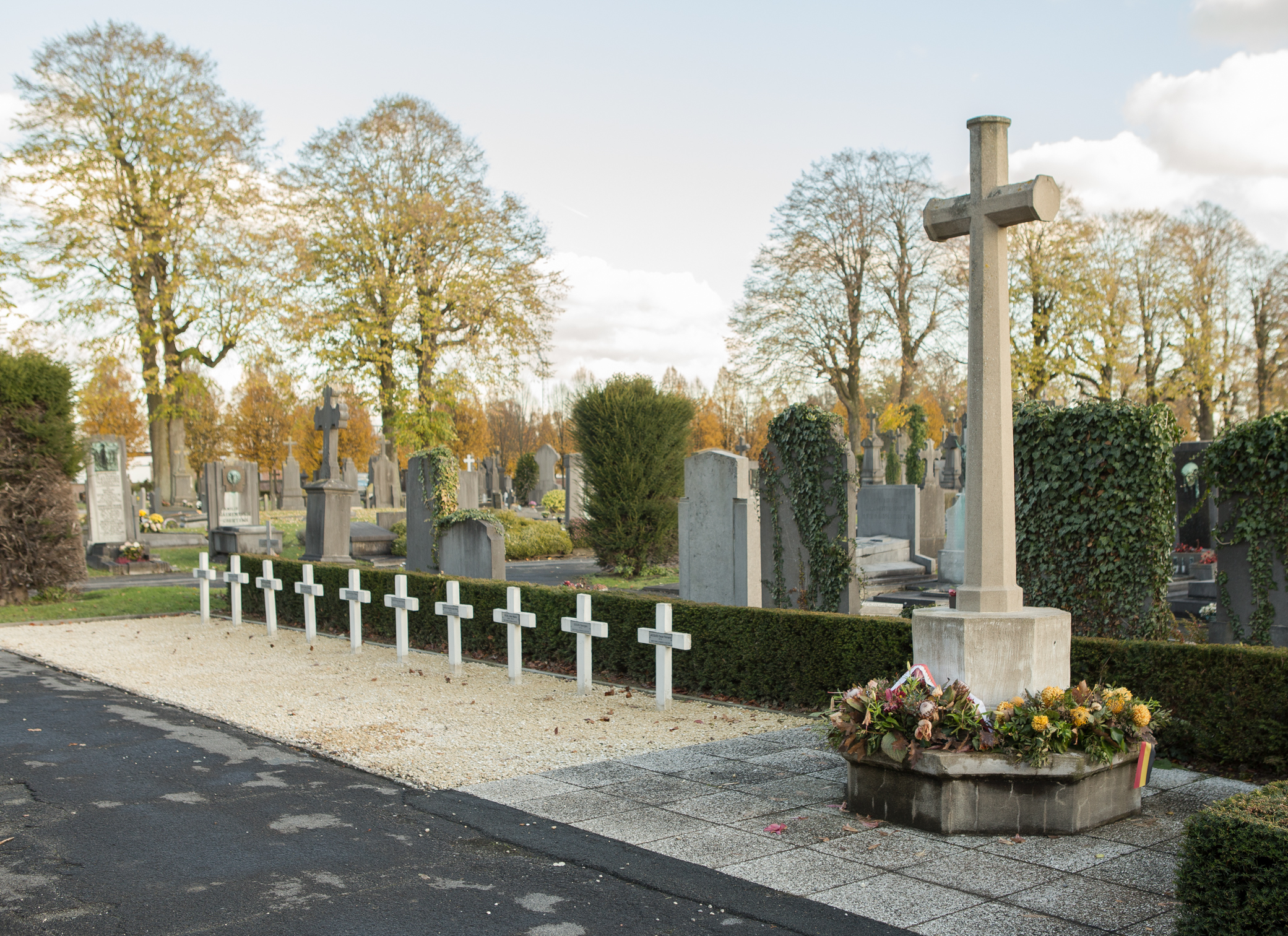
Perk met Franse gesneuvelden

## Britse oorlogsgraven
Bij de noordwestelijke rand van de begraafplaats ligt een afgebakend perk met Britse gesneuvelde militairen uit de Eerste en Tweede Wereldoorlog. Dit perk werd ontworpen door William Cowlishaw en heeft een grondplan in de vorm van een parallellogram met een oppervlakte van 560 m². Het Cross of Sacrifice staat centraal op het terrein dat onderhouden wordt door de Commonwealth War Graves Commission. Er liggen 255 doden begraven waaronder 11 niet geïdentificeerde. Hun graven staan bij de CWGC geregistreerd onder Kortrijk (St. Jan) Communal Cemetery.

### Geschiedenis

#### Eerste Wereldoorlog
Kortrijk was bijna de hele oorlog in Duitse handen. De Stedelijke Begraafplaats werd intens gebruikt en uitgebreid door de Duitsers, vooral na het geallieerde bombardement van het spoorwegknooppunt in april 1915, waarbij veel slachtoffers vielen. In oktober 1918 werd de stad ingenomen door het 12th Royal Irish Rifles. Het veldhospitaal n° 44 (Casualty Clearing Station) verbleef voor een week in Kortrijk en werd daarna gedurende acht maanden opgevolgd door het veldhospitaal n° 62. Zij creëerden in het noordwestelijk deel van de begraafplaats een perk waar zij de gesneuvelde Britten begroeven. Na de wapenstilstand werd dit perk uitgebreid met slachtoffers uit de Duitse perken en La Madeleine Cemetery.
Van de 221 slachtoffers uit de Eerste Wereldoorlog zijn er 11 die niet meer geïdentificeerd konden worden. Er liggen nu 202 Britten, 4 Canadezen, 5 Zuid-Afrikanen, 1 Australiër, 1 Nieuw-Zeelander en 8 Chinezen (tewerkgesteld bij het Chinese Labour Corps). Voor 31 doden die stierven in 1914 en 1915 werden Special Memorials opgericht. Zij waren begraven in de Duitse perken maar hun lichamen werden niet meer teruggevonden. Deze grafzerken staan rondom het Cross of Sacrifice opgesteld.

#### Tweede Wereldoorlog
Er liggen ook 26 Britten, 6 Canadezen en 2 Australiërs uit de Tweede Wereldoorlog. Zij sneuvelden bij gevechten tegen het oprukkende Duitse leger in België of tijdens hun terugtocht naar Duinkerke in mei 1940. Daarbij zijn enkele bemanningsleden van vliegtuigen die neergeschoten werden tijdens hun missies in België of na hun opdracht boven Duitsland, zoals deze van een Lancaster die in de buurt van Menen neerstortte.

## Onderscheiden militairen
- Robert Leonard Creasy, majoor bij de Royal Field Artillery, F.W. Roberts, kapitein bij het Queen's Own (Royal West Kent Regiment) en Charles Service Workman, luitenant bij het Royal Flying Corps werden onderscheiden met het Military Cross (MC).
- Walter Le Roy Cook, piloot bij de Royal Canadian Air Force werd onderscheiden met het Distinguished Flying Cross (DFC).
- Arthur William Foster, drummer bij de South Wales Borderers werd onderscheiden met de Distinguished Conduct Medal (DCM).
- de sergeanten C.W. Field en M. Henry en de korporaal W.H. Taylor werden onderscheiden met de Meritorious Service Medal (MSM).